# Pratápolis
Pratápolis is een gemeente in de Braziliaanse deelstaat Minas Gerais. De gemeente telt 8.800 inwoners (schatting 2009).

## Aangrenzende gemeenten
De gemeente grenst aan Capetinga, Cássia, Fortaleza de Minas, Itaú de Minas en São Sebastião do Paraíso.